# INSEAD
INSEAD ( /ɪnsiːæd/ (ín-si-ed)) es una escuela de negocios privada, exclusivamente para estudiantes de posgrado, que es miembro asociado de la Universidad Sorbonay miembro de la Conférence des Grandes écoles. Fue fundada en 1957, originalmente con sede en el Palacio de Fontainebleau, a las afueras de París, con la idea de educar a la élite empresarial europea con un plan de estudios modelado en el de Harvard. Desde entonces, el INSEAD se ha internacionalizado más allá de sus raíces europeas y ahora cuenta con sedes ubicadas en Europa (Fontainebleau), Asia Oriental (Singapur), Medio Oriente (Abu Dabi) y América del Norte (San Francisco). Tratándose de una de las escuelas de negocios más importantes a nivel mundial, se diferencia del resto principalmente por su perspectiva global y su diversidad multicultural: INSEAD no admite más del 12 % de estudiantes de la misma nacionalidad y requiere que cada estudiante hable dos idiomas al ingresar y tres idiomas al graduarse.
El INSEAD ofrece un programa de MBA, diversas otras maestrías, un doctorado y varios posgrados. Es la única escuela de negocios en el mundo que ha logrado que, en los siete años entre 2017 y 2023, su programa de MBA haya sido clasificado constantemente por el Financial Times entre los cuatro mejores del mundo, llegando incluso a ser considerado el mejor en dos de esos años. Sus principales competidores incluyen las Escuelas de Negocios de Harvard, Stanford y Wharton.
El programa de MBA ha producido la segunda mayoría de los directores ejecutivos de las 500 empresas más grandes del mundo detrás de Harvard Business School y la sexta mayoría de los multimillonarios. La escuela también ha educado a varios jefes de Estado o de gobierno de países de todo el mundo.
El INSEAD es reconocida por el emprendimiento de sus alumnos que han fundado más de 600 empresas y han recaudado más de $23 mil millones de dólares. A partir de 2022, el 15 % de las empresas emergentes europeas (también conocidas como unicornios  o startups)  fueron fundados por exalumnos de INSEAD, lo que convierte a la escuela en la universidad número uno en producción de unicornios en el continente europeo.

## Historia

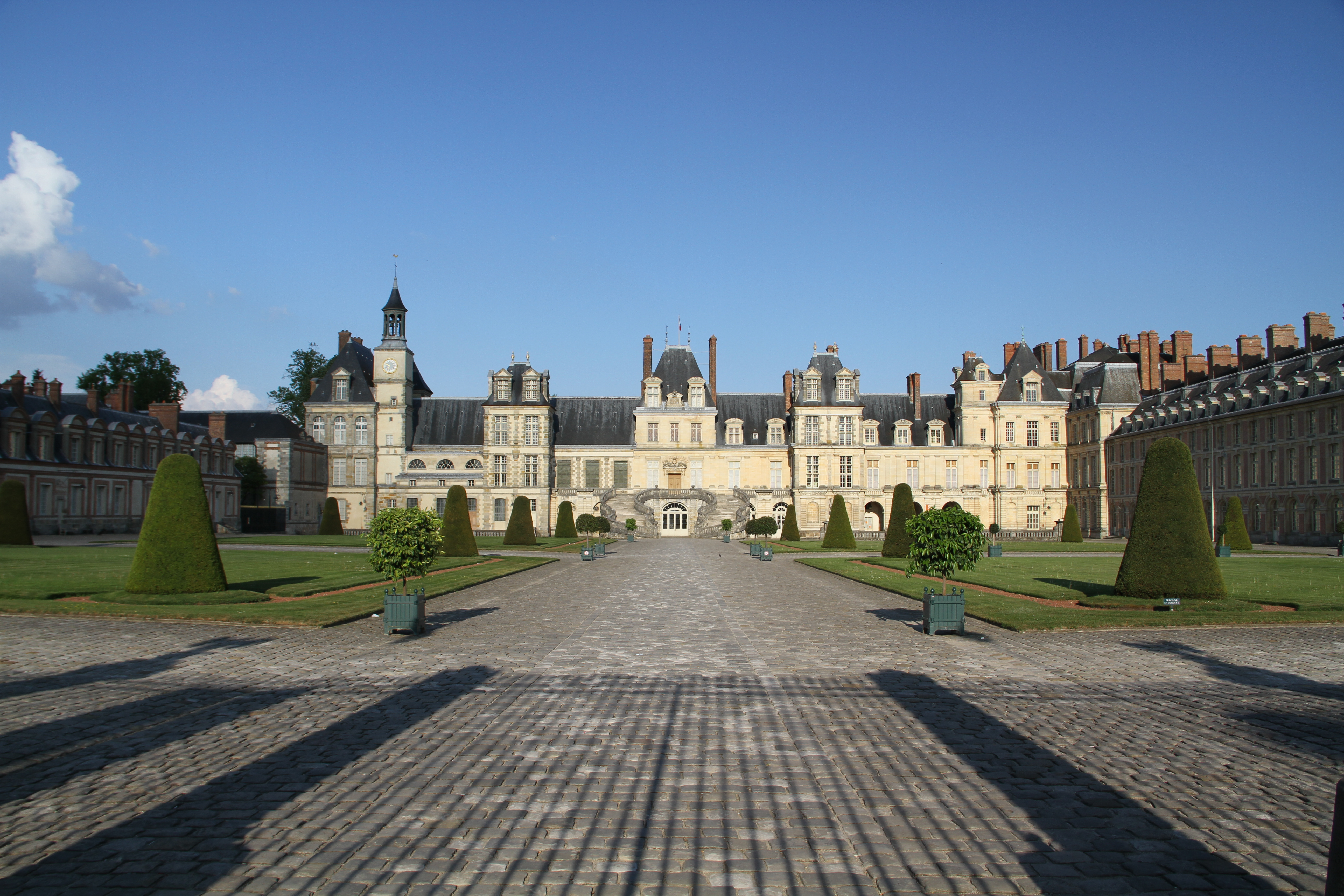
Castillo de Fontainebleau, primera sede de INSEAD

INSEAD fue fundada el año 1957 por Georges Doriot, Claude Janssen y Olivier Giscard d'Estaing con el apoyo de la Cámara de Comercio de París. El año 1967 se gradúa la primera promoción de MBAs y se establece la Asociación de Alumni de INSEAD. 
La escuela comenzó sus operaciones en el Château de Fontainebleau, para luego trasladarse a su campus actual en 1967 (Campus Europeo). El año 2000 el Decano Gabriel Hawawini y el primer ministro Lee Kwan Yew inauguran el Campus Asiático en Singapur. El 2007 INSEAD crea su centro en Abu Dhabi y el año 2010 este centro recibe el estatus de Campus Medio Oriente.

## Programas Académicos
- MBA
- Executive MBA
- Master in Finance
- PhD in Management
- Executive Master in Coaching and Consulting for Change

## Reputación y Rango o clasificación.
QS World Universities Rankings ha clasificado a INSEAD en el puesto número 2 a nivel mundial en el campo de Negocios y Gestión desde 2018, solo detrás de la Universidad de Harvard. Antes de 2018, INSEAD estaba clasificado en el tercer lugar a nivel mundial. Este ranking tiene en cuenta la reputación académica, investigación, citas y empleabilidad en los títulos de negocios y gestión.

### MBA y EMBA
El programa de MBA de INSEAD ha producido el segundo mayor número de directores ejecutivos de empresas Fortune 500, solo por detrás de la Harvard Business School. También se encuentra entre los 20 principales productores de ultra high-net-worth individuals, y entre los 10 programas de MBA del mundo que producen más multimillonarios.
En términos de emprendimiento, INSEAD estima que aproximadamente la mitad de sus exalumnos fundan una empresa en algún momento de sus carreras. Un análisis de Pitchbook en 2023 encontró que INSEAD ocupaba el cuarto lugar a nivel mundial en términos de capital recaudado, número de fundadores y número de empresas (solo detrás de Harvard, Stanford y Wharton). Alrededor de 800 exalumnos de la escuela han fundado más de 700 empresas, que han recaudado un total de 23 mil millones de dólares. A partir de 2023, Universidad de Harvard, Universidad de Stanford e INSEAD son las únicas tres universidades que figuran en la lista de Poets and Quants sobre las startups más financiadas por estudiantes de MBA. En Europa, INSEAD es la universidad líder en la creación de unicornios, con 18 unicornios fundados por exalumnos en 2022. En Arabia Saudita, INSEAD es la segunda alma mater más importante para los fundadores mejor financiados, según un análisis de 10 años de 2014 a 2023, solo por detrás de Stanford.
En 2023, INSEAD fue nombrada por Poets & Quants como el Programa de MBA del Año, especialmente por su compromiso con la sostenibilidad. Según Poets & Quants, "ninguna escuela de negocios en el mundo ha hecho más para integrar la sostenibilidad en sus programas que INSEAD". La escuela ha integrado la sostenibilidad en su plan de estudios en varias disciplinas y prepara a sus estudiantes para abordar los desafíos globales relacionados con los impactos ecológicos y sociales.
LinkedIn's Global MBA Rankings 2024, el primer ranking global de programas de MBA que utiliza datos de carrera en la red social profesional, clasifica también al programa MBA de INSEAD en el segundo lugar a nivel mundial, detrás de Stanford y delante de Harvard. Según LinkedIn, los títulos de trabajo más comunes para los exalumnos de INSEAD son gerente de producto, consultor estratégico y fundador.
|                               | 2016 | 2017 | 2018 | 2019 | 2020 | 2021 | 2022 | 2023 | 2024 |
| ----------------------------- | ---- | ---- | ---- | ---- | ---- | ---- | ---- | ---- | ---- |
| Ranking Global de MBAs        | 1.   | 1.   | 2.   | 3.   | 4.   | 1.   | 3.   | 2.   | 2.   |
| Tsinghua—INSEAD EMBA (TIEMBA) | 2.   | 3.   | 3.   | 9.   | 5.   | 11.  | 3.   |      |      |
| INSEAD Global EMBA (GEMBA)    | 4.   | 8.   | 13.  | 19.  | 9.   | 15.  | 17.  |      |      |
| Escuelas de Negocios Europeas | 3.   | 5.   | 3.   | 5.   | 3.   | 3.   | 15.  |      |      |

El programa MBA de INSEAD ocupó el primer lugar en los Global MBA Rankings de Financial Times en 2021, 2017 y 2016. El MBA Ejecutivo de doble titulación con la Universidad de Tsinghua ha sido regularmente clasificado entre los diez mejores por Financial Times.

### MIM
El programa Master in Management (MIM) de INSEAD ocupó el segundo lugar en el ranking de la Financial Times de los mejores programas de Master in Management 2024 a nivel mundial. Esta clasificación es un logro significativo para INSEAD, especialmente considerando la relativa juventud de su programa MIM, que fue lanzado en 2020.

## Nombre
El nombre INSEAD era una contracción de "Institut Européen d'Administration des Affaires" (Instituto Europeo de Administración de Empresas). Sin embargo, después de la apertura de su campus en Asia a principios de la década de 2000 y su reposicionamiento para una misión global, la universidad comenzó a evitar el uso de su antiguo nombre, que incluía la denominación geográfica específica "Europa". Actualmente, solo "INSEAD" es reconocido como su nombre oficial. El logotipo actual presenta a INSEAD envuelto en un círculo verde, que representa el globo terráqueo, con el lema "Business School for the World", señalando su misión global.

## Alianzas Académicas
- Wharton, Escuela de Negocios de la Universidad de Pensilvania, Intercambio de Estudiantes de MBA y cooperación académica
- Kellogg, Escuela de Negocios de la Universidad Northwestern, Intercambio de Estudiantes de MBA
- CEIBS, Intercambio de Estudiantes de MBA
- Universidad Tsinghua, MBA Ejecutivo impartido en conjunto
- Escuela de Estudios Internacionales Avanzados Paul H. Nitze, de la Universidad Johns Hopkins. Doble Grado MBA/MA
- Art Center College of Design, intercambio de estudiantes y cooperación académica
- Alianza de Universidades Sorbonne[40]